# Greenland Square Zifeng Tower

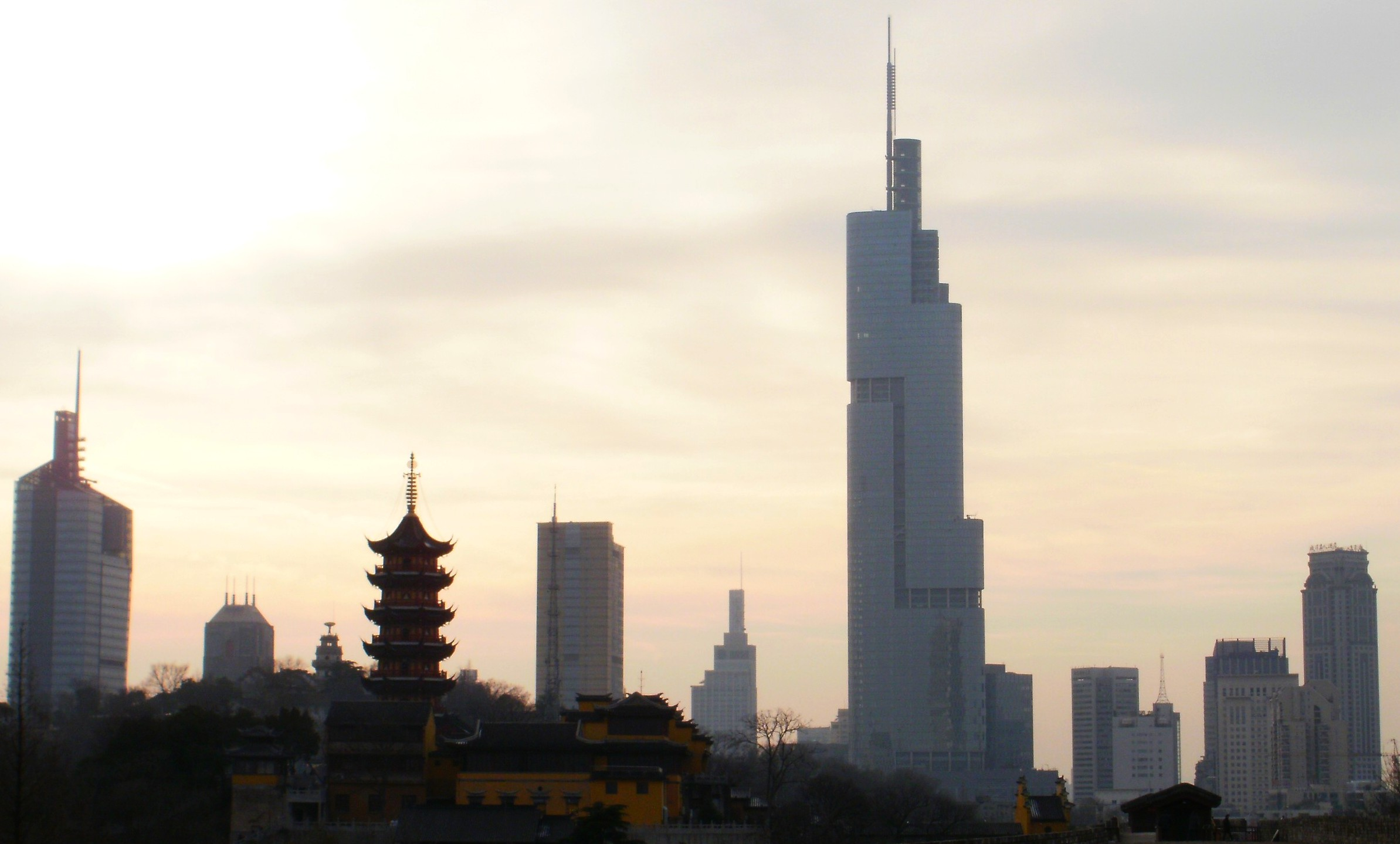
Greenland Square Zifeng Tower

Greenland Square Zifeng Tower (chiń. 紫峰大厦; pinyin Zǐfēng Dàshà; znany także jako Nanjing Greenland Financial Center) – wieżowiec w Nankinie, w Chińskiej Republice Ludowej. Wysokość budynku wynosi 450 m co czyni go drugim, po Shanghai World Financial Center, najwyższym wieżowcem w Chinach. Został otwarty w kwietniu 2010 roku.